# Svay Rieng (provincie)
Svay Rieng is een provincie in Cambodja. De provincie ligt in het zuidoosten en grenst aan Vietnam, dat haar in het noorden, oosten en zuiden omringt. De enige andere Cambodjaanse provincie die aan Svay Rieng grenst, is Prey Veng. De hoofdstad is Svay Rieng en de grootste stad is Bavet, dat de internationale grens tussen Cambodja en Vietnam vormt.

## Districten en gemeenten
De provincie is onderverdeeld in 6 districten en 2 gemeenten.
| ISO Code | District                |
| -------- | ----------------------- |
| 20-01    | Chanthrea               |
| 20-02    | Kampong Rou             |
| 20-03    | Romdoul                 |
| 20-04    | Romeas Haek             |
| 20-05    | Svay Chrom              |
| 20-06    | Svay Rieng Municipality |
| 20-07    | Svay Theab              |
| 20-08    | Bavet Municipality      |

## Geografie
Een deel van de provincie grenst aan Vietnam, de Papegaaienbek

## Cultuur

### Dans
De provincie Svay Rieng is de bakermat van de Cambodjaanse kokosnootdans. Deze ontstond rond 1960 in het district Romeas Haek. De dans is een voorstelling met kokosnoten waarbij mannen en vrouwen betrokken zijn.

## Opmerkelijke personen
- Khieu Samphan, voormalig president en veroordeeld oorlogsmisdadiger
- Thun Sophea, kickbokser